# Кирсанов, Михаил Николаевич
Михаи́л Никола́евич Кирса́нов (род. 18 сентября 1955, Воронеж) — советский и российский учёный-механик, доктор физико-математических наук, профессор кафедры робототехники, мехатроники, динамики и прочности машин НИУ «МЭИ» и кафедры теории упругости МГУ.

## Биография
Михаил Кирсанов родился 18 сентября 1955 года в Воронеже. Отец — Николай Михайлович Кирсанов (1920—1999), учёный-механик, работавший в области висячих конструкций; мать — Нора Николаевна Андреевская (1924—1987), астроном (участвовала в запуске 1-го искусственного спутника Земли).
В 1972—1977 гг. Михаил Кирсанов учился на факультете прикладной математики, информатики и механики Воронежского государственного университета (выпускник кафедры теоретической механики). Позднее он продолжил обучение в аспирантуре мехмата МГУ, где его научным руководителем был профессор В. Д. Клюшников.
В 1982 году защитил кандидатскую диссертацию по теме «Устойчивость упруго-пластических систем при неоднородном докритическом состоянии». Преподавал в Воронежском инженерно-строительном институте.
В 1995 году защитил докторскую диссертацию по теме «Выпучивание конструкций при неограниченной ползучести»; в 1998 году М. Н. Кирсанову присвоено учёное звание профессора.
С 2000 года — профессор кафедры теоретической механики Московского энергетического института (с 2010 года переименована в кафедру теоретической механики и мехатроники, а в 2016 году, после присоединения кафедры динамики и прочности машин, получила название «Кафедра робототехники, мехатроники, динамики и прочности машин», РМДиПМ). В МЭИ читал курсы лекций «Теоретическая механика», «Прикладная механика», «Дискретная математика», «Методы искусственного интеллекта», «Теория вероятностей и основы математической статистики». Одновременно в 2000—2010 гг. преподавал в МАМИ, работая на кафедре высшей математики.
С 2011 года работает также профессором кафедры теории упругости мехмата МГУ; на мехмате читает курсы лекций «Теоретическая механика. Статика», «Модели материалов и конструкций в механике».
Женат, двое детей: дочь Дарья (1981 года рождения, филолог) и сын Андрей (1987 года рождения, инженер).

## Научная деятельность
Научные интересы: теоретическая механика, механика деформируемого твёрдого тела, сопротивление материалов, строительная механика, дискретная математика, теория искусственного интеллекта.
Дал обобщение постановки задачи Коши для дифференциального уравнения, предполагающее задание в начальных условиях производных любого порядка. Найденные при этом случаи вырождения связи между производными (так называемые особые точки Кирсанова) связал с эффектом выпучивания элементов конструкции при ползучести, обобщив критерий Работнова — Шестерикова и теорию псевдобифуркации Клюшникова. Разработанная теория нашла, в частности, применение при изучении процесса точения заготовок из полимерных материалов.
При помощи разработанного М. Н. Кирсановым метода индукции с привлечением системы Maple им и его последователями найден ряд точных аналитических решений в задачах расчёта плоских и пространственных стержневых конструкций, работающих в упругой области и при ползучести.
Значительное внимание М. Н. Кирсанов уделяет использованию современных компьютерных технологий в процессе преподавания. Им развита методика решения задач по теоретической механике и другим дисциплинам в системе компьютерной математики Maple, подготовлены комплекты оригинальных задач и написаны учебные пособия. Известность получил задачник М. Н. Кирсанова «Задачи по теоретической механике с решениями в Maple 11», содержащий большое число заданий по всем основным темам курса теоретической механики. Совместно с Н. В. Осадченко и П. В. Горшковым создан мультимедийный обучающий курс «Теоретическая механика. Статика», включающий тексты лекций с многочисленными гиперссылками, видеолекции, видеоролики с примерами решения задач, комплекты контрольных текстовых заданий. С 2011 года М. Н. Кирсанов размещает на YouTube серию видеолекций по теоретической механике и дискретной математике; уже в первые два года с этим электронным обучающим ресурсом работали более 200 тыс. пользователей. В 2018 году стал победителем конкурса лучших преподавателей России в рамках проекта «Золотые Имена Высшей Школы» (в номинации «За развитие открытой информационной среды высшего образования»), о чём сделана запись в Книге Почёта преподавателей вузов Российской Федерации «Золотые Имена Высшей Школы».
Член Российского национального комитета по теоретической и прикладной механике с 2015 года, Научно-методического совета по теоретической механике при Министерстве образования и науки Российской Федерации. Член редколлегий научных журналов «Инженерно-строительный журнал», «Вестник государственного университета морского и речного флота им. адмирала С.О. Макарова», «Строительная механика и конструкции», «Научный журнал строительства и архитектуры».

## Публикации
М. Н. Кирсанов — автор более 230 печатных научных работ (включая 17 книг). Среди них:

### Отдельные издания
- Кирсанов М. Н. Сборник экзаменационных задач по динамике. — М.: Издат. дом МЭИ, 2005. — 96 с. — ISBN 5-7046-1168-0.
- Кирсанов М. Н. Графы в Maple. — М.: Физматлит, 2007. — 168 с. — ISBN 978-5-9221-0745-7.
- Кирсанов М. Н. Решебник. Теоретическая механика. 2-е изд. — М.: Физматлит, 2008. — 384 с. — ISBN 5-9221-0281-8.
- Кирсанов М. Н. Задачи по теоретической механике с решениями в Maple 11. — М.: Физматлит, 2010. — 264 с. — ISBN 978-5-9221-1153-9.
- Кирсанов М. Н. Практика программирования в системе Maple. — М.: Издат. дом МЭИ, 2011. — 208 с. — ISBN 978-5-383-0061-3.
- Кирсанов М. Н. Maple и Maplet. Решения задач механики. — СПб.: Лань, 2012. — 512 с. — ISBN 978-5-8114-1271-6.
- Кирсанов М. Н. Теоретическая механика. Сборник задач. — М.: ИНФРА-М, 2014. — 430 с. — ISBN 978-5-16-010026-5.
- Кирсанов М. Н. Стабильность элементов конструкций в условии ползучести. Ч. 1. Стержни. — М.: ИНФРА-М, 2015. — 184 с. — ISBN 978-5-16-011492-7.
- Кирсанов М. Н., Кузнецова О. С. Алгебра и геометрия. Сборник задач и решений с применением системы Maple. — М.: ИНФРА-М, 2016. — 272 с. — ISBN 978-5-16-012325-7.
- Кирсанов М. Н . Плоские фермы Схемы и расчётные формулы: справочник. — М.: ИНФРА-М, 2019. — 238 с. — ISBN 978-5-16-014829-8.

### Некоторые статьи
- Кирсанов М. Н., Спорыхин А. Н.  О неустойчивости сферического тела при равномерном нагружении // Прикладная механика и техническая физика. — 1979. — № 1. — С. 161—165.
- Кирсанов М. Н.  Неустойчивость цилиндрической оболочки при ползучести // Известия АН СССР. Механика твёрдого тела. — 1986. — № 6. — С. 126—129.
- Кирсанов М. Н., Клюшников В. Д.  Определение особых точек процесса деформирования сжатого стержня в условиях ползучести // Известия РАН. Механика твёрдого тела. — 1993. — № 3. — С. 144—150.
- Kirsanov M. N.  Singular points of the creep deformation and buckling of a column // International Journal of Engineering Science. — 1997. — Vol. 3, no. 3. — P. 221—227. — doi:10.1016/S0020-7225(96)00087-0.
- Кирсанов М. Н.  Определение и анализ стабильности движения с использованием Maple // Exponenta Pro: Математика в приложениях. — 2004. — № 3-4 (7-8). — С. 134—137.
- Кирсанов М. Н. . Кинематика плоского четырёхзвенника // Сборник научно-методических статей. Теоретическая механика. Т. 25. — М.: Изд-во Моск. ун-та, 2004. — С. 148—151.
- Кирсанов М. Н.  Статический расчёт и анализ пространственной стержневой системы // Инженерно-строительный журнал. — 2011. — № 6. — С. 28—34. — doi:10.5862/MCE.24.1.
- Кирсанов М. Н.  Индуктивный анализ влияния погрешности монтажа на жёсткость и прочность плоской фермы // Инженерно-строительный журнал. — 2012. — Т. 31, № 5. — С. 38—42. — doi:10.5862/MCE.31.5.
- Кирсанов М. Н.  Нестабильность распределения напряжений в плоской задаче теории упругости неоднородного тела // Прикладная механика и техническая физика. — 2013. — Т. 54, № 3 (319). — С. 166—169.
- Кирсанов М. Н., Андреевская Т. М.  Анализ влияния упругих деформаций мачты на позиционирование антенного и радиолокационного оборудования // Инженерно-строительный журнал. — 2013. — Т. 40, № 5. — С. 52—58. — doi:10.5862/MCE.40.6.
- Кирсанов М. Н., Меркурьев И. В.  Осесимметричная задача о нелинейной деформации упругой среды сферическим телом // Вестник МЭИ. — 2013. — № 5. — С. 23—26.
- Кирсанов М. Н.  Анализ прогиба фермы прямоугольного пространственного покрытия // Инженерно-строительный журнал. — 2015. — Т. 1, № 53. — С. 32—38. — doi:10.5862/MCE.53.4.
- Kirsanov M. N.  The analysis of the degenerate case of oscillations of a mechanical system // Mathematical Methods in the Applied Sciences. — 2016. — Vol. 39, no. 15. — P. 4545—4548. — doi:10.1002/mma.3883.
- Кирсанов М. Н., Хроматов В. Е.  Моделирование деформаций плоской фермы треугольного очертания // Строительная механика и расчёт сооружений. — 2017. — Т. 275, № 6. — С. 24—28.